# Alison Seebohm
Alison Patricia Seebohm (* 5. Mai 1939 in Luton, Bedfordshire; † 22. Februar 2015 in Taunton, Somerset) war eine britische Schauspielerin.

## Leben
Alison Seebohm wurde am 5. Mai 1939 in Luton in der englischen Grafschaft Bedfordshire geboren. Sie war in erster Ehe mit dem kanadischen Filmproduzenten Frank Cvitanovich, und in zweiter Ehe mit dem britischen Regisseur Ray Austin verheiratet.
Im Jahr 1963 gab sie ihr Leinwanddebüt in dem britischen Filmdrama Der Diener unter der Regie von Joseph Losey. Im folgenden Jahr war sie in einer Folge der Fernsehserie Mit Schirm, Charme und Melone zu sehen. Ebenfalls im Jahr 1964 spielte sie an der Seite von Margaret Rutherford eine Nebenrolle in der Agatha-Christie-Verfilmung Vier Frauen und ein Mord. In dem Beatles-Film Yeah! Yeah! Yeah! (1964) spielte sie eine Sekretärin. Ihre letzte Filmrolle hatte sie in der 1965 erschienenen Verfilmung von Agatha Christies Kriminalroman Die Morde des Herrn ABC mit Tony Randall in der Hauptrolle.
Sie starb am 22. Februar 2015 in Taunton, Somerset.

## Filmografie
- 1962: The Six Proud Walkers (Fernsehserie, 1 Folge)
- 1963: ITV Play of the Week (Fernsehserie, 1 Folge)
- 1963: Der Diener (The Servant)
- 1964: Mit Schirm, Charme und Melone (The Avengers, Fernsehserie, Folge 3x21 Build a Better Mousetrap)
- 1964: Vier Frauen und ein Mord (Murder Most Foul)
- 1964: Yeah! Yeah! Yeah! (A Hard Day’s Night)
- 1964: The Wednesday Play (Fernsehserie, 1 Folge)
- 1965: Six (Fernsehserie, 1 Folge)
- 1965: Night Train to Surbiton (Fernsehserie, 1 Folge)
- 1965: The Marriage Lines (Fernsehserie, 1 Folge)
- 1965: Geheimauftrag für John Drake (Danger Man, Fernsehserie, Folge 1x21 The Mirror’s New)
- 1965: The Party’s Over
- 1965: African Gold
- 1965: Die Morde des Herrn ABC (The A.B.C. Murders)